# Andrej Platonovič Platonov
Andrej Platonovič Platonov, in russo Андрей Платонович Платонов, pseudonimo di Andrej Platonovič Klimentov (Voronež, 28 agosto 1899 – Mosca, 5 gennaio 1951), è stato uno scrittore sovietico.

## Biografia
Di modesta famiglia operaia (il padre, Platon Firsovič Klimentov (1870-1952), lavorò come meccanico dei treni dell'associazione di Voronež, mentre la madre, Marija Vasil'evna Lobočichina (1874/75-1928/29), era casalinga, madre di undici figli, dei quali Andrej era il maggiore), Andrej Platonovič Klimentov (questo il vero nome di Platonov) iniziò scrivendo versi e si rivelò poi clamorosamente nel 1929 con il racconto Il dubbioso Makar e, nel 1931, con A buon pro, opere di impronta picaresca e satirica.
Ma la vena più tipica di Platonov, che appare nelle opere successive, è quella di una narrativa sobria e pacata, di tono čechoviano, tutta intrisa di commossa e dolente partecipazione al destino dell'uomo e della natura, da Il fiume Potudan (1937) a Ritorno (1946).
In tal senso Platonov ha dato opere tra le più interessanti e vitali della letteratura sovietica.

## Il 1929
Nel 1929, l'anno che coincide con la stesura del romanzo di Pil'njak Il Volga si getta nel Caspio (pubblicato nel 1930), Platonov dovette affrontare il primo conflitto con la censura stalinista, in occasione dell'uscita del suo romanzo Čevengur, che venne impedita all'ultimo momento, quando il testo era già in tipografia.
Un redattore della GlavLit ritenne che i personaggi principali dell'opera somigliassero a Don Chisciotte e Sancho Panza. Kopënkin, il protagonista, monta un cavallo chiamato "Forza proletaria"; il suo scudiero, un orfano dal carattere ingenuo di nome Dvanov, lo accompagna in giro per la steppa alla ricerca del "Vero socialismo".
Platonov giurò a Maksim Gor'kij, il suo scopritore, che il suo romanzo non era controrivoluzionario; tuttavia Gor'kij, allora investito dal compito di vigilare e indirizzare la creatività degli scrittori russi, non poté difenderlo.
Čevengur non ottenne l'imprimatur. Platonov era demoralizzato, ma gli scontri più duri con il potere sovietico arrivarono soltanto due anni dopo.

## Il casoA buon pro
Nel 1931 la rivista Nuova terra rossa stampò un racconto di Platonov, A buon pro, sul delicato tema della collettivizzazione delle campagne, ispirato dalla visita di alcuni kolchoz lungo il corso superiore del Don. Il racconto è una storia sulla disorganizzazione della vita rurale dell'epoca. L'autore rovesciò l'aggettivo alla moda "pianificato" e lo cambiò in "improvvisato". A buon pro rimase in sospeso per nove mesi negli uffici della GlavLit.
Il racconto era in netto e stridente contrasto con l'editoriale della Pravda del 2 marzo 1930, dal titolo La vertigine del successo, in cui Stalin si compiaceva di essere riuscito ad annientare la classe dei kulaki.
Proprio dopo la lettura di A buon pro, Stalin convocò lo scrittore Aleksandr Fadeev, che ricevette istruzioni riguardo a Platonov: doveva attaccarlo pubblicamente.

## La diffamazione e il legame con Pil'njak
In seguito all'ordine di persecuzione impartito da Stalin, nessun giornale, nessuna rivista osò più stampare una sola lettera di Platonov, di modo che lo scrittore non poté difendersi pubblicamente.
Platonov cercò di nuovo l'aiuto di Gor'kij, ma anche questa volta, essendo anzi la posizione dello scrittore ben peggiore della precedente, quello rifiutò di difenderlo. Gor'kij credette sinceramente che Platonov avesse molto talento ma che la sua capacità fosse viziata da uno spirito "corrotto". Secondo la testimonianza della corrispondenza privata, Gor'kij vide il responsabile dell'errore di Platonov nel suo legame con Pil'njak: "La collaborazione di Platonov con Pil'njak l'ha rovinato".
Il 29 aprile 1938 il figlio Platon, appena quindicenne, fu deportato nel gulag di Noril'sk, in Siberia settentrionale, e rilasciato solo nel 1940.

## Gli ultimi anni
Platonov, per sopravvivere, trovò un'occupazione alla portineria dell'Istituto di Letteratura "Gorkij". Ebbe un incarico di corrispondente all'inizio della Seconda guerra mondiale, ma continuò a pubblicare tra molti contrasti, ritornando poi all'occupazione presso l'istituto.
Morì di tubercolosi a Mosca nel 1951.

## Opere
- Elettrificazione, 1920
- Profondità azzurra, 1922
- I discendenti del sole
- Markun
- La patria dell'elettricità, 1926 [in Il mondo è bello e feroce, Sellerio 1989]
- Le chiuse di Epifan', 1926 (pubblicato nel 1927) [in La città di Cittagrad, Jaca Book 1980]
- Čevengur, 1926/28 (pubblicato parzialmente nel 1928, in versione integrale, postumo, nel 1988) [Il villaggio della nuova vita, Mondadori 1972] [Da un villaggio in memoria del futuro, Theoria 1990] [Čevengur, Einaudi 2015]
- Il sobborgo Jamskaja, 1927 (pubblicato nello stesso anno)
- La città di Gradov, 1927 (pubblicato nello stesso anno) [La città di Cittagrad, Jaca Book 1980]
- La maestrina del deserto, 1927 [in Il mondo è bello e feroce, Sellerio 1989]
- La rotta celeste, 1927 (pubblicato nello stesso anno) [Attraverso l'etere. Il primo romanzo di fantascienza filosofica, Ponte alle Grazie 1991]
- L'uomo recondito, 1927 (pubblicato nel 1928) [in La città di Cittagrad, Jaca Book 1980]
- Mavra Kuz'minišna, 1927 (pubblicato nello stesso anno) [in Il mare della giovinezza, Edizioni e/o 1989]
- Če-Če-O. Bozzetti filosofico-organizzativi regionali, 1928 (in collaborazione con Boris Pil'njak)
- I maestri dei prati, 1928
- L'abitante dello Stato, 1929
- Il dubbioso Makar, 1929 (pubblicato nello stesso anno) [Il dubitoso Makar, in La primavera della morte, Spirali 1989]
- Origine di un maestro artigiano, 1929
- A buon pro. Cronaca dei contadini poveri, 1929/30 (pubblicato nel 1931) [in Narratori russi moderni, Bompiani 1963, pp. 660-690]
- Lo sterro, dicembre 1929/aprile 1930 (pubblicato postumo, in forma incompleta, nel 1969) [Marsilio Editori 1992] [Nel grande cantiere, Il Saggiatore 1969]
- Dell'amore, anni Venti (pubblicato postumo nel 1988)
- 14 capannucce rosse, 1932
- Pane e lettura, 1932
- Della prima tragedia socialista, 1933
- Ingegneri, 1933
- Vento dalle immondizie, 1933/34 (pubblicato postumo, in forma abbreviata nel 1966, completa nel 1978) [in All'alba di una nebulosa giovinezza, Mondadori 1996]
- Mosca felice, 1933/1936-37 (forse incompiuto, pubblicato nel 1991) [Adelphi 1996]
- Artide bollente, 1934 (pubblicato postumo nel 1975)
- Il mare della giovinezza, 1934 (pubblicato postumo sulla rivista sovietica Znamja, n. 6/1986) [Edizioni e/o 1989]
- Takyr, 1934 (pubblicato nello stesso anno) [in Il mondo è bello e feroce, Sellerio 1989]
- Džan, 1934/35 (pubblicato postumo, in forma abbreviata nel 1964, completa nel 1966) [in Ricerca di una terra felice, Einaudi 1968]
- La maestra di sabbia
- Amor di patria, 1936
- Fro, 1936 (pubblicato nello stesso anno) [in Ricerca di una terra felice, Einaudi 1968] [in Il mondo è bello e feroce, Sellerio 1989]
- Il fiume Potudan', 1936 (pubblicato nel 1937) in Ricerca di una terra felice, Einaudi 1968 [in La primavera della morte, Spirali 1989]
- Il terzo figlio, 1936 (pubblicato nello stesso anno) [in Ricerca di una terra felice, Einaudi 1968] [in Il mondo è bello e feroce, Sellerio 1989] [in La primavera della morte, Spirali 1989]
- Immortalità, 1936 (pubblicato nello stesso anno)
- La patria necessaria / La casa d'argilla nel giardino, 1936 (pubblicato nello stesso anno) [in All'alba di una nebulosa giovinezza, Mondadori 1996]
- Semën. Racconto del tempo antico, 1936 (pubblicato nello stesso anno) [in All'alba di una nebulosa giovinezza, Mondadori 1996]
- Tra animali e piante, 1936 (pubblicato nello stesso anno)
- Prosa di luglio, 1937
- Viaggio da Leningrado a Mosca nel 1937, 1937/38 (abbozzo di romanzo, incompiuto)
- Ol'ga / All'alba di una nebulosa giovinezza, 1938 (pubblicato nello stesso anno) [in All'alba di una nebulosa giovinezza, Mondadori 1996]
- Temporale di luglio, 1938 (pubblicato nello stesso anno) [in Il mondo è bello e feroce, Sellerio 1989]
- La voce del padre. Silenzio, 1938/39
- Juška, anni Trenta (pubblicato postumo nel 1966) [in All'alba di una nebulosa giovinezza, Mondadori 1996]
- Il vecchio meccanico, 1940 [Il vecchio macchinista, in Il mondo è bello e feroce, Sellerio 1989]
- Il semaforo giallo / Aleksandr Mal'cev / In un mondo bello e violento, 1941 [in Il mondo è bello e feroce, Sellerio 1989]
- La vecchia di ferro, 1941 [in Il mondo è bello e feroce, Sellerio 1989] [La vecchietta di ferro, in La primavera della morte, Spirali 1989]
- Persone spiritualizzate, 1942 (raccolta di racconti)
- L'ufficiale e il contadino. In mezzo al popolo, 1942/43 (pubblicato postumo nel 1966) [in All'alba di una nebulosa giovinezza, Mondadori 1996]
- Dei vivi e dei morti, 1943
- Giustizia per i morti, 1943 (pubblicato, in forma abbreviata, nello stesso anno) [La madre. Il riscatto dei morti, in All'alba di una nebulosa giovinezza, Mondadori 1996]
- La corazza, 1943 (raccolta di racconti)
- Racconti della patria, 1943 (raccolta di racconti)
- Il vento agricoltore, 1944 (pubblicato, in forma abbreviata, nello stesso anno) [in All'alba di una nebulosa giovinezza, Mondadori 1996]
- In direzione del tramonto, 1945 (raccolta di racconti)
- Un fiore sulla terra, 1945 [in Il mondo è bello e feroce, Sellerio 1989]
- Afrodite, 1945/46 (pubblicato postumo nel 1962) [in Il mondo è bello e feroce, Sellerio 1989]
- Il settimo uomo, s.d. [in Il mondo è bello e feroce, Sellerio 1989]
- La famiglia di Ivanov / Ritorno, 1946 [Ritorno, in Ricerca di una terra felice, Einaudi 1968] [Il ritorno, in Il mondo è bello e feroce, Sellerio 1989] [Ritorno a casa, in La primavera della morte, Spirali 1989]
- Tutta la vita, 1946
- Lo studente del liceo
- Finist il luminoso falco
- L'anello magico
- Fiabe popolari baškire
- L'arca di Noè. La progenie di Caino
- Aa.Vv., Narratori russi moderni, Bompiani 1963
- Ricerca di una terra felice, Einaudi 1968
- La città di Cittagrad. Tre romanzi brevi degli anni '20, Jaca Book 1980
- La primavera della morte, Spirali 1989
- Il mondo è bello e feroce, Sellerio 1989
- All'alba di una nebulosa giovinezza. Racconti, Mondadori 1996